# کمیته المپیک اندونزی
کمیته المپیک اندونزی (اندونزیایی: Komite Olimpiade Indonesia) یک سازمان ورزشی است که نماینده کشور اندونزی در کمیته بین‌المللی المپیک می‌باشد.
این سازمان که در سال ۱۹۴۶ تأسیس شده مسئول آماده‌سازی و اعزام ورزشکاران به بازی‌های المپیک، بازی‌های المپیک جوانان و بازی‌های آسیایی است.